# Municipio de Sherman (condado de Jasper)
El municipio de Sherman (en inglés: Sherman Township) es un municipio ubicado en el condado de Jasper en el estado estadounidense de Iowa. En el año 2010 tenía una población de 406 habitantes y una densidad poblacional de 4,8 personas por km².

## Geografía
El municipio de Sherman se encuentra ubicado en las coordenadas 41°44′24″N 93°10′3″O / 41.74000, -93.16750. Según la Oficina del Censo de los Estados Unidos, el municipio tiene una superficie total de 84.64 km², de la cual 84,48 km² corresponden a tierra firme y (0,19 %) 0,16 km² es agua.

## Demografía
Según el censo de 2010, había 406 personas residiendo en el municipio de Sherman. La densidad de población era de 4,8 hab./km². De los 406 habitantes, el municipio de Sherman estaba compuesto por el 96,31 % blancos, el 0,49 % eran afroamericanos, el 0,49 % eran amerindios, el 2,46 % eran de otras razas y el 0,25 % eran de una mezcla de razas. Del total de la población el 2,96 % eran hispanos o latinos de cualquier raza.